# Єшкотле
Єшкотле (пол. Jeszkotle) — село в Польщі, у гміні Гродкув Бжезького повіту Опольського воєводства.
Населення — 176 осіб (2011).

## Демографія
Демографічна структура станом на 31 березня 2011 року:
|          | Загалом | Допрацездатний вік | Працездатний вік | Постпрацездатний вік |
| -------- | ------- | ------------------ | ---------------- | -------------------- |
| Чоловіки | 88      | 16                 | 61               | 11                   |
| Жінки    | 88      | 12                 | 55               | 21                   |
| Разом    | 176     | 28                 | 116              | 32                   |